# Madgul, Homnabad
Madgul là một làng thuộc tehsil Homnabad, huyện Bidar, bang Karnataka, Ấn Độ.